# Houdini (groupe)
Pour les articles homonymes, voir Houdini.
 (octobre 2013).
Si vous disposez d'ouvrages ou d'articles de référence ou si vous connaissez des sites web de qualité traitant du thème abordé ici, merci de compléter l'article en donnant les références utiles à sa vérifiabilité et en les liant à la section « Notes et références ».

## Membres

### Frank Dada
Né à Paris, François étudie à Madrid au Conservatoire Supérieur de la ville, le piano avec Joaquin Soriano et l'harmonie avec Emilio López. Les années suivantes, grâce à une bourse, il suit les cours de Giacomo Manzoni, Armando Gentilucci et Luigi Nono dans le cadre du Festival de Grenade. C'est à Cuenca, au Cabinet de Musique Électroacoustique, qu'il travaille avec Horacio Vaggione. Son orientation musicale connait un changement radical. Il fonde un groupe de rock minimaliste qui connait un certain succès en Espagne.

### Ben
Né à Aubagne dans le sud de la France, Ben rêve de découvrir le monde, lit Jack London et Jules Verne... après un baptême de l'air au Bourget, il se passionne pour l'aviation. Il suivra des études à l'École Nationale Supérieure de l'Aéronautique ("Supaéro"). Il décroche une subvention au James Forrestal Center de Princeton, dirigé à l'époque par le professeur Albertini. Il travaillera au département de cartographie de Santa-Anna, responsable de la photographie aérienne. Il rentrera en France en tant qu'instructeur dans une école de pilotage aux Baux-de-Provence. Il quitte le groupe en 2007.

### Stephane
Né à Édimbourg (Écosse), Stephane part très jeune vivre en Afrique du Sud, au Cap, où il reste jusqu'à l'âge de 27 ans. Il enseigne d'abord l'histoire avant de se consacrer entièrement à l'écriture. Auteur de 7 romans qui se passent tous en Afrique, il s'installe dans le sud de la France en 1998.
Papa d'une petite Myrtille née le 14 février 2009.[réf. nécessaire]